# Žalm 142
Žalm 142 („Volám k Hospodinu, úpím“, v Septuagintě dle řeckého číslování žalm 141) je biblický žalm. Žalm je nadepsán těmito slovy: „Poučující, Davidův. Modlitba, když byl v jeskyni.“ Podle některých vykladačů toto nadepsání znamená, že žalm byl určen pro poučení králům z Davidova rodu. V Talmudu je však uvedeno, že každý žalm, ve kterém je v nadepsání uveden hebrejský výraz maskil (מַשְׂכִּיל, „poučující“), byl přednášen prostřednictvím meturgemana (tlumočníka).  Závěr nadpisu poukazuje na to, že se žalm vztahuje k situaci, kdy David v úkrytu jeskyně odtrhnul cíp Saulova pláště.